# Teilbegriff
Teilbegriff ist eine mehrdeutige Bezeichnung, die in verschiedenen Disziplinen bei der Analyse von Begriffen vorkommt. Sie kann sowohl „Bestandteil eines Begriffs“ als auch „Begriff für einen Bestandteil (einer Sache)“ bedeuten.

## Verwendungen
Vor allem in philosophischen Texten wird als Teilbegriff ein Begriff bezeichnet, der eine Komponente oder ein Merkmal innerhalb eines komplexeren Begriffes darstellt. Zum Beispiel ist ein klassisches Verfahren zur Definition eines Begriffs die Angabe der nächsten übergeordneten Klasse (genus proximum) zusammen mit der Angabe, was den Unterschied zu anderen Begriffen in derselben Klasse bildet (differentia specifica); etwa: „Der Mensch ist ein Zweibeiner ohne Federn“. Die beiden Komponenten „zweibeinig“ und „ohne Federn“, die in der Definition zusammenwirken, könnten als Teilbegriffe zum Begriff „Mensch“ bezeichnet werden (wenn man ihn so definieren möchte).
Die Bezeichnung Teilbegriff begegnet manchmal auch in der Bedeutung „Begriff für einen Teil“, wenn von Teil-Ganzes-Beziehungen bei Gegenständen die Rede ist. Dies ist zum Beispiel in terminologischen Systemen der DIN-Normen so, wo Begriffe für eine Ganzheit als „Verbandsbegriff“ und Begriffe für einen Teil davon als „Teilbegriff“ bezeichnet werden. Die Verwendung begegnet aber auch in neuerer Literatur zur Informationswissenschaft, unter Umständen vermengt mit der ersteren Bedeutung.
In der Fachsprache der Sprachwissenschaft bzw. lexikalischen Semantik, wo Klassifikationen von Begriffsbeziehungen vorgenommen werden, werden Begriffe für Gegenstände in Teil-Ganzes-Beziehungen (wie etwa bei „Deutschland ist ein Teil von Europa“) jedoch eher als Meronyme bezeichnet.